# Balthasar Ommeganck
Balthasar-Paul Ommeganck (surnommé « Le Racine des moutons »), né le 26 décembre 1755 à Anvers et mort le 18 janvier 1826 dans la même ville, est un peintre paysagiste et peintre animalier flamand.

## Biographie
Fils d'un marchand de tableaux, Balthasar Ommeganck intègre dès l'âge de douze ans l'atelier du peintre anversois Henri Joseph Antonissen. Il y lie une amitié durable avec un camarade de son âge, Simon Denis, autre élève talentueux du maître.
Dans le prolongement de cet apprentissage, il se distingue en suivant les cours de l'académie de peinture de sa cité natale, où il remporte deux prix en 1771 puis 1775.
Il accepte les fonctions de doyen de la Guilde de Saint-Luc d'Anvers (corporation des peintres de la ville) en 1789.
Ommeganck est, avec Hendrik de Cort, un des membres fondateurs de la Kunstmaatschappij, une nouvelle société artistique créée en 1788 afin de promouvoir les talents locaux par des expositions. Il participe à celle organisée par la jeune institution en septembre 1790.
Après l'annexion de la Belgique, le régime français confirme ses positions institutionnelles. Le paysagiste est nommé professeur à l'Académie de peinture, sculpture et architecture d'Anvers le 29 prairial an IV (17 juin 1796), et membre du conseil d'administration de l'académie des beaux-arts d'Anvers lorsqu'elle est réorganisée en 1804.
Peintre très en vogue sous le Premier Empire, Balthasar Ommeganck acquiert une réputation européenne pour la pureté et la douceur de ses paysages, conçus dans la tradition flamande, et surtout pour le charme des figures animales dont il les agrémentait. Ce talent lui valut le curieux éloge d'être appelé « Le Racine des moutons ». Signe éloquent de son renom, le présent officiel offert par le maire d'Anvers à Joséphine de Beauharnais le 21 juillet 1803, à l'occasion de la visite faite par le Premier Consul dans la cité, était un de ses tableaux.
Peintre comblé d'honneurs, Ommeganck est récompensé à plusieurs reprises au Salon de peinture de Paris. En 1799, il obtient le 1er prix de paysage dans des circonstances singulières : l'œuvre primée ornait en fait une table de piano envoyée en France par un de ses amis à l'insu de l'auteur. Le paysagiste expose ensuite à plusieurs reprises au Salon, d'abord en 1802, puis régulièrement de 1808 à 1814, et une dernière fois en 1817. Il y reçoit un prix d'encouragement en 1802 puis une médaille en or de 1re classe en 1808. Un des tableaux qu'il présente en 1809 est acquis par l'État français. La même année, il est fait membre correspondant de l'Académie des beaux-arts (France).
Après le retour de la Belgique aux Pays-Bas, il est nommé membre de l'Institut royal des Pays-Bas et chevalier de l'Ordre du Lion de Belgique en 1815. À son décès, il était également vice-président de la Société royale pour l'encouragement des beaux-arts à Anvers, membre de l'Académie royale des beaux-arts de Bruxelles, de l'Académie royale des beaux-arts de Gand, de l'Académie royale des beaux-arts d'Amsterdam, de l'Académie impériale de Vienne et de l'Académie des beaux-arts de Munich.
Il participe, avec son confrère Petrus van Regemorter, à la commission formée en 1815 pour obtenir la restitution des œuvres d'art spoliées par la France durant les Guerres de la Révolution et de l'Empire.
Auteur productif vendant à bon prix ses compositions, très recherchées, Balthasar Ommeganck constitua une abondante collection personnelle d'œuvres d'art qui comptait 825 pièces à son décès. Elle fut dispersée en vente publique en juin 1827. Composé pour moitié de ses propres réalisations, son cabinet d'art réunissait aussi des dessins de Nicolas Poussin, Antoine Van Dyck, Brueghel, Hendrik de Cort, David Teniers[Lequel ?], Nicolaes Berchem et Adam François van der Meulen, des estampes d'après Philips Wouwerman, Nicolaes Berchem et autres, un tableau de Frans Snyders, deux de Pierre Paul Rubens, un cuivre de Rembrandt ou de son école, un Samson et Dalila par Antoine Van Dyck, un Saint Jean-Baptiste par Murillo, un Karel Dujardin, un Paulus Potter, un Klaes Molenaer, un Ferdinand Bol, un Bartholomeus van der Helst, un Adriaen Van de Velde, deux Hans Rottenhammer et un Frans Floris, etc.
Ses élèves les plus notoires furent les peintres Julien Ducorron (1770-1848), Jean-Baptiste Berré (1777-1838), Jean-Baptiste de Jonghe (1785-1844), Eugène Verboeckhoven, et Ferdinand Marinus. Son style est suivi, par la facture, les thèmes et le coloris par Jean Charles Carpentero.
Sa sœur cadette Marie-Jacqueline Ommeganck (Anvers, 1760-1849) fut elle aussi peintre paysagiste, à l'exemple de son frère Balthasar et de son époux Henry-Arnould Myin (1760-1826).

## Œuvres répertoriées
Tableaux :
- Paysage et animaux (1802), Musée du Louvre.
- Troupeaux dans une prairie près d'une rivière (1781), Musée du Louvre.
- A l'abreuvoir, Musée des beaux-arts de Lyon.
- Retour à la ferme, Musée des beaux-arts de Lyon.
- Moutons à l'abreuvoir, Musée des beaux-arts de Rennes.
- Paysage avec des moutons (1797), Musée Crozatier au Puy-en-Velay.
- Paysages avec figures et animaux (2 pendants), Musée d'art et d'histoire de Narbonne.
- Paysage montagneux avec moutons, Musée royal des beaux-arts (Anvers).
- Paysage avec un troupeau de moutons, Musée de l'Ermitage.
- Landscape with Cattle (1808), Victoria and Albert Museum.
- Sheep, Smithsonian American Art Museum.
- Landscape with cattle (1779), collection Jan Van Tilburg, Université de Pretoria.
- Paysage avec animaux, Musée des beaux-arts de Lille (œuvre détruite en 1916).

Dessins :
- Paysage avec troupeaux et bergers (dessin au lavis), Musée du Louvre.
- Scène champêtre (gouache), Musées royaux des beaux-arts de Belgique.